# Eliane Potiguara
Eliane Lima dos Santos OMC (Rio de Janeiro, 29 de setembro de 1950), conhecida por Eliane Potiguara, é professora, escritora, ativista e empreendedora indígena brasileira. Fundadora da Rede Grumin de Mulheres Indígenas. Foi uma das 52 brasileiras indicadas para o projeto internacional "Mil Mulheres para o Prêmio Nobel da Paz".

## Biografia
Formada em Letras (Português e Literatura)  e Educação pela Universidade Federal do Rio de Janeiro com Especialização em Educação Ambiental pela UFOP. Em dezembro de 2021 recebeu o título de doutora honoris causa, do Conselho Universitário (Consuni), órgão máximo da UFRJ.

Participou de vários seminários sobre direitos indígenas na Organização das Nações Unidas (ONU), em organizações governamentais e não governamentais.

Foi esposa do cantor e compositor Taiguara de 1978 a 1985, pai dos seus filhos.

É considerada a primeira escritora indígena no Brasil. Foi nomeada entre as "Dez Mulheres do Ano de 1988" pelo Conselho das Mulheres do Brasil, por ter criado a primeira organização de mulheres indígenas no Brasil - o GRUMIN (Grupo Mulher-Educação Indígena) - e por ter trabalhado pela educação e integração da mulher indígena no processo social, político e econômico no país durante a elaboração da Constituição brasileira de 1988. O GRUMIN foi o grupo pioneiro do movimento de mulheres indígenas no Brasil.

Com uma bolsa que conquistou da ASHOKA em 1989 (Empreendedores Sociais), o seu salário de professora, o apoio de Betinho/IBASE e os recursos do Programa de Combate ao Racismo (o mesmo que apoiava Nelson Mandela), pode prosseguir a sua luta ativista a época, associada ao sustento e cuidados de seus três filhos (Moína Lima, Tajira Kilima e Samora Potiguara), hoje adultos.

Em 1990, foi a primeira mulher indígena a conseguir uma petição no 47º Congresso dos Índios Norte-Americanos, no Novo México, para ser apresentada às Nações Unidas. Neste Congresso reuniram-se mais de 1500 indígenas americanos. Desse modo, participou durante anos da elaboração da "Comitê Inter-Tribal 500 Anos Declaração Universal dos Direitos Indígenas", na ONU, em Genebra. Em 1996, recebeu por este trabalho o título de "Cidadania Internacional", concedido pela organização filosófica Iraniana Baha'i, que milita pela implantação da Paz Mundial.

É defensora dos Direitos Humanos, tendo sido criadora do primeiro jornal indígena, de boletins conscientizadores e de uma cartilha de alfabetização indígena dentro do método Paulo Freire com o apoio da Unesco. Em 1991, organizou em Nova Iguaçu, no Rio de Janeiro, um encontro com a participação de mais de 200 mulheres indígenas de várias regiões do Brasil, tendo como convidados especiais a cantora Baby Consuelo e vários líderes indígenas internacionais. Além disso, também organizou vários cursos referentes à Saúde e Diretos Reprodutivos das Mulheres Indígenas e foi consultora de outros encontros sobre o tema.

Em 1992 foi cofundadora e pensadora do Comitê Inter-Tribal 500 Anos ("kari-oka"), por ocasião da Conferência Mundial da ONU sobre Meio-Ambiente, junto com Marcos Terena, Idjarruri Karajá, Megaron e Raoni e muitos outros líderes indígenas do país, além de ter participado de dezenas de assembleias indígenas em todo o Brasil.

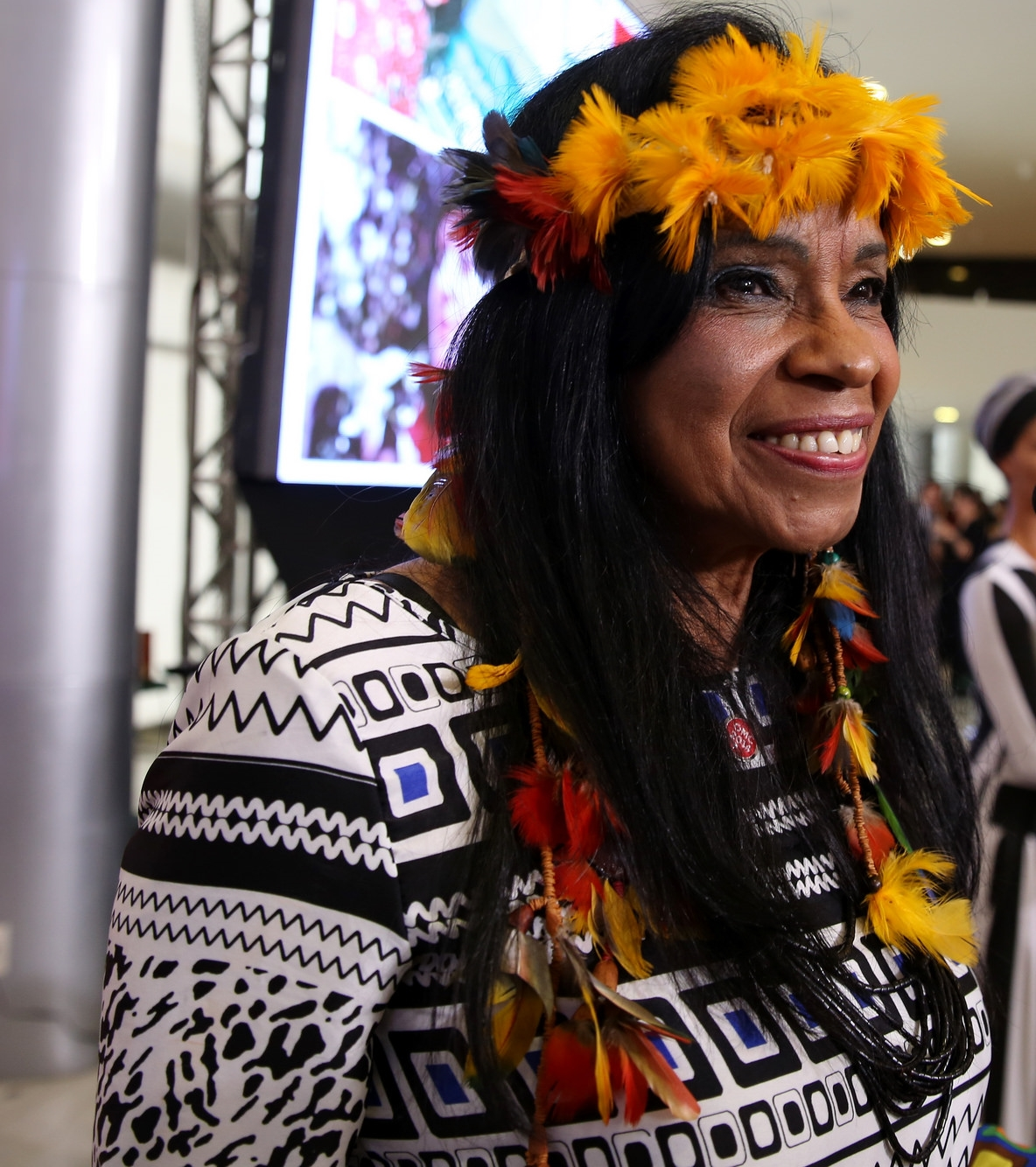
Potiguara em 2014

Discutiu a questão dos direitos indígenas em vários fóruns nacionais e internacionais, governamentais e não governamentais, propondo diversas diretrizes e estratégias de ordem político-econômica, inclusive no fórum sobre o Plano Piloto para a Amazônia, em Luxemburgo, em 1999.

No final de 1992, por seu espírito de luta, traduzido na sua obra "A Terra é a Mãe do Índio", foi premiada pelo Pen Club da Inglaterra, no mesmo momento em que Caco Barcelos ("Rota 66") e ela estavam sendo citados na lista dos "Marcados para Morrer", anunciados no Jornal Nacional da Rede Globo de Televisão, em rede nacional, por terem denunciado esquemas duvidosos e violação dos direitos humanos e indígenas.

Em 1995, na China, no Tribunal das Histórias Não Contadas e Direitos Humanos das Mulheres que aconteceu na Conferência da ONU, narrou a história de sua família que emigrou das terras paraibanas na década de 1920 por ação violenta dos neo-colonizadores e as consequências físicas e morais desta violência à dignidade histórica de seu bisavô, avós e descendentes. Contou também o terror físico, moral e psicológico pelo qual passou ao buscar a verdade, além de sofrer violência psicológica e humilhação por ser detida pela Polícia Federal por estar defendendo os povos indígenas, seus parentes, do racismo e exploração. O seu nome foi caluniado na imprensa do estado da Paraíba.

Foi Conselheira da Fundação Palmares/Minc, e "fellow" da organização internacional ASHOKA, dirigente do GRUMIN e membro do Women's Writes World. Participou de 56 fóruns internacionais e para mais de 100 nacionais culminando na Conferência Mundial contra o Racismo na África do Sul, em 2001, e outro fórum sobre os Povos Indígenas em Paris, em 2004.

Integra o Comitê Consultivo do Projeto Mulher: 500 anos atrás dos panos, que culminou no Dicionário mulheres do Brasil.

Tem 10 obras publicadas entre romances, poesia e ensaios. Seu carro chefe é o livro intitulado Metade Cara, Metade Máscara que está na sua terceira edição pela GRUMIN Edições, aborda a questão indígena no Brasil, foi adotado pelo TCU (Tribunal de Contas da União) do MS e pela Secretaria de Educação do DF. Este livro está nos Anais da Mostra Científica e mestrandos e doutorandos estudam esta e outras obras literárias da autora.

Em 05/11/2014 foi agraciada pelo governo da presidente Dilma Rousseff com o título da Ordem do Mérito Cultural na classe cavaleiro

Em 2023 lançou pela GRUMIM Edições o livro O Vento Espalha Minha Voz Originária.

Foi homenageada em 10/01/2024 pela Maurício de Sousa Produções (Turma da Mônica) no Projeto Donas da Rua.

Em 2024 lançou os livros Questão Indígena Brasileira: Visto Minha Própria Pele sem Medo pela Editora Cultura e Conhori e as Icamiabas- Guerreiras da Amazônia pela Editora Brasil. Em novembro do mesmo ano foi homenageada na Feira Literária de Saquarema (FLIS) pela Prefeitura de Saquarema/RJ. 

Em 20/05/2025 foi condecorada pela segunda vez com o título da Ordem do Mérito Cultural na classe cavaleiro, desta vez pelo presidente Luis Inácio Lula da Silva.

Em 28/05/2025 foi anunciada como uma das concorrentes à cadeira 33 da Academia Brasileira de Letras, anteriormente ocupada pelo filólogo Evanildo Bechara.

## Obras
- 1989: A Terra É Mãe do Índio [24]
- 1994: Akajutibiro: Terra do Índio Potiguara[25]
- 2004: Metade Cara, Metade Máscara[24]
- 2005: Sol do Pensamento [Ebook] [26]
- 2023: O Vento Espalha Minha Voz Originária
- 2024: Questão Indígena Brasileira: Visto Minha Própria Pele sem Medo[27]

## Infantojuvenil
- 2004: O Coco que Guardava a Noite[24]
- 2014: O Pássaro Encantado[24]
- 2015: A Cura da Terra[24]
- 2024: Conhori e as Icamiabas - Guerreiras da Amazônia[28]

## Editorais
- Jornal do GRUMIN (edição nacional e internacional)[29]
- Cadernos Conscientizadores
- Poemas-Pôsters
- Vídeos-Poemas